# Xuchitlán (San Bartolo Tutotepec)
Xuchitlán es una localidad mexicana, localizada en el municipio de San Bartolo Tutotepec en el estado de Hidalgo.
Xuchitlán tiene una longitud de 2 kilómetros; su punto más alto es de 1430 metros sobre el nivel del mar, y su población es de aproximadamente 504 personas.
Sus festividades son...
Dia de muertos, que se celebra del 31 de octubre hasta el 2 de noviembre.
Fiesta de San Jose, esta es una fiesta pstronal que se celebra del 18 de Marzo hasta el  22 de Marzo. 
Carnaval no es una fiesta patronal como tal, porque no se llevan a cabo eventos religiosos, sino de tipo pagano. Esta fiesta se celebra del 20 al 26 de febrero.

## Toponimia
Del náhuatl; Xochitl, flor, tlan, lugar: “Lugar de flor”.

## Geografía
Se encuentra en la región geográfica de la Sierra de Tenango; |a la localidad le corresponden las coordenadas geográficas 20° 27’ 00.579” de latitud norte y 98° 15’ 11.356” de longitud oeste, con una altitud de 1426 m s. n. m. Cuenta con un clima templado húmedo con lluvias todo el año.
En cuanto a fisiografía se encuentra en la provincia del Sierra Madre Oriental, dentro de la subprovincia del Carso Huasteco; su terreno es de sierra. En lo que respecta a la hidrografía se encuentra posicionado en la región Tuxpan–Nautla, dentro de la cuenca del río Tuxpan, y en la subcuenca del río Vinazco.

## Demografía
En 2020 registró una población de 417 personas, lo que corresponde al 2.36 % de la población municipal. De los cuales 298 son hombres y 307 son mujeres.
| Gráfica de evolución demográfica de Xuchitlán entre 1900 y 2020                              |
|                                                                                              |
| Población de los censos y conteos del Instituto Nacional de Estadística y Geografía (INEGI). |